# Comuna Sencea, Lohvîțea
Sencea (în ucraineană Сенча) este o comună în raionul Lohvîțea, regiunea Poltava, Ucraina, formată din satele Lucika, Rudka și Sencea (reședința).

## Demografie
Componența lingvistică a comunei Sencea
     Ucraineană (97,08%)
     Rusă (2,6%)
     Alte limbi (0,09%)
Conform recensământului din 2001, majoritatea populației comunei Sencea era vorbitoare de ucraineană (97,08%), existând în minoritate și vorbitori de rusă (2,6%).